# Antipterna hemimelas
Antipterna hemimelas es una especie de mariposa de la familia Oecophoridae.
Fue descrita científicamente por Turner en 1940.